# Mont Brooke
Pour les articles homonymes, voir Brooke.
Le mont Brooke est le point culminant des collines de Coombs et du chaînon Convoy, à 2 675 mètres d'altitude, en terre Victoria, dans la chaîne Transantarctique.
Il est nommé en l'honneur du lieutenant commander F.R. Brooke, officiant dans la Royal Navy et chef de l'équipe néo-zélandaise de l'expédition Fuchs-Hillary en 1957.